# Atiu
Ātiu, nota anche come ʻEnuamanu ("terra degli uccelli" in rarotongano), è un'isola situata 187 chilometri a nordest di Rarotonga, nel gruppo delle isole Meridionali nell'arcipelago delle isole Cook.

## Geografia e geologia
Atiu è un'isola vulcanica molto particolare per la presenza di un anello di corallo fossile (chiamato localmente makatea) e per il fatto che la spinta di sollevamento è ancora attiva a un ritmo di circa 0,2 mm/anno.
L'isola si presenta oggi come un'isola quasi ovale, con una cima piatta alta circa 70 m e una valle fertile che circonda ad anello la vetta ed è separata dal mare dal makatea.

### La formazione di Atiu
La storia geologica di Atiu cominciò circa 11 milioni di anni fa, in un punto del fondo dell'Oceano Pacifico distante oltre 1000 km dalla posizione attuale.
Qui un punto caldo della crosta terrestre diede vita a un vulcano sottomarino. I movimenti tettonici allontanarono il vulcano dal punto caldo che lo aveva originato e infine il vulcano cessò la sua attività.
Lo slittamento del fondo marino continuò per 8 milioni di anni, percorrendo circa 1200 km (cioè circa 15 cm all'anno). A questo punto il fondale, e con esso il vulcano spento, urtò contro rocce più dure, cominciando a salire verso l'alto.
Le rocce vulcaniche recenti furono così esposte al lavorio delle onde, che le smantellarono in gran parte, creando una sommità piatta. Questa sommità piatta comunque emerse, sfuggendo a una totale distruzione da parte delle onde, e qui rimase, a circa 50 m sul livello attuale del mare, per 3 milioni di anni.

### La formazione delmakatea
Intorno all'isola si venne a creare una barriera corallina anulare e, tra questa e la montagna emersa, una vasta laguna.
Appena 100 000 anni fa, però, la spinta orogenetica ritornò attiva e l'isola ricominciò a salire (circa 20 metri fino a oggi). I coralli furono sollevati sopra il livello del mare e morirono, dando origine a una dirupata scogliera fossile, oggi in parte coperta di giungla.
L'antica laguna tra la barriera corallina e la montagna diventò - anche con l'aiuto dell'erosione - una depressione di terra fertile.

### La nuova barriera corallina
Mentre l'isola s'innalzava, il livello del mare subiva una serie di oscillazioni, dovute alle ere glaciali, che qui non spinsero i loro ghiacci ma fecero comunque sentire il loro effetto.
Oggi Atiu è circondata da una nuova barriera corallina viva, che nelle sue parti più vecchie risale a circa 9000 anni fa (l'epoca appunto in cui finì l'ultima glaciazione).

## Insediamenti umani
Gli insediamenti umani sono concentrati sulla collina centrale. Il 12 marzo 2003 la popolazione di Atiu era di 571 abitanti, su cinque paesi disposti a raggiera dal centro dell'isola.